# Stockholms folkskoledirektion
Stockholms folkskoledirektion var en kommunal nämnd med uppgift att handha Stockholms folkskoleväsen och fortsättningsskoleväsen. 1958 bytte Stockholms folkskoledirektion namn till Stockholms skoldirektion. Folkskoledirektionen ersattes av Stockholms skoldirektion den 1 juli 1959 och samtidigt avskaffades skolråden. Folkskoleöverstyrelsen styrde över folkskolorna i Sverige åren 1914-1920. 1920 slogs Folkskoleöverstyrelsen samman med Läroverksöverstyrelsen till Skolöverstyrelsen.

## Historik
1861 års stadga av folkundervisningen i Stockholms stad innebar att förvaltningen av stadens folkskolor centraliserades. Överstyrelsen för Stockholms stads folkskolor inrättades 1862. År 1914 namnändrades den till Stockholms folkskoledirektion. Enligt stadgan skulle folkskoleväsendet i Stockholm förvaltas dels av överstyrelsen, dels av 8 skolråd (före detta skolstyrelser), ett för varje territoriell församling. Folkskoledirektionen skulle även ha inseende över de enskilda skolorna i staden inom folk- och fortsättningsskoleväsendet. Stockholms folkskoledirektion skulle även ha hand om stadens åligganden beträffande de allmänna läroverken och de högre tekniska läroverken. De skulle även förvalta Stockholms borgarskolas och Sjöbefälsskolans byggnader.
Var och en av Stockholms territorialförsamlingar utgjorde i ett tidigare skede ett eget skoldistrikt, men 1861 genomfördes en centralisering, och Överstyrelsen för Stockholms folkskolor bildades. 1914 ändrades namnet till Stockholms folkskoledirektion för att undvika förväxling med den likaledes 1914 bildade Folkskolöverstyrelsen för hela riket.
Stockholms folkskoleväsen var reglerat genom lag av 1903, som trädde i kraft den 1 januari 1904, samt genom särskild stadga 1923 med vissa senare ändringar. Enligt dessa bestämmelser skulle ledamötena i Stockholms folkskoledirektion vara 9 och högst 21. Genom tidigare beslut i stadsfullmäktige (1920 och 1925) skulle antalet ledamöter vara 15, varav stadsfullmäktige för en tid av 2 år utser 13, domkapitlet i Stockholms stift och stadskollegiet i ledningen bland borgarråden, tillika ordförande.
Stadsfullmäktige beslöt 1949 att till Stockholms folkskoledirektion även skulle utses 7 suppleanter. Vid Stockholms folkskoledirektions sammanträden skulle två representanter för folkskolans respektive 1 för småskolans och 1 för fortsättningsskolans lärarkår samt representanter för lärare i övningsämnen.
Skoldirektionen var skyldig att bevista sammanträdena, likaså skulle folkskolinspektören, när frågor behandlades, som angick den pedagogiska ledningen bevista sammanträdena. Det ålades även annan inspektör liksom överlärare att på anmodan vara tillstädes.
Stockholms folkskoledirektion kunde inom sig välja särskilda nämnder om minst 5 ledamöter med uppgift att på Stockholms folkskoledirektions vägnar fatta beslut i vissa ärenden. Sådana nämnder fanns på 1950-talet (1953) för ekonomi-, skolhus- och undervisningsärenden. Stockholms folkskoledirektions centrala förvaltning var enligt beslut 1950 under omorganisation. I spetsen för den centrala förvaltningen stod sedan 1951 en skoldirektör, vars uppgift var att leda och samordna förvaltningens arbete. I fråga om den pedagogiska ledningen biträddes han av en inspektionsavdelning med 1:e folkskolinspektör och 3 folkskolinspektörer. I övrigt fanns avdelningar för ekonomi-, byggnads- och skolhälsovårdsärenden med respektive ekonomidirektör, byggnadsintendent och skolöverläkare som chefer. Till hjälp och ledning av det pedagogiska arbetet fanns dessutom fackinspektörer för gymnastik, manlig och kvinnlig slöjd samt hushållsgöromål och konsulenter för viss undervisning.
Stockholms folkskoledirektion löd direkt under Skolöverstyrelsen. Stockholms stad var undantagen Statens folkskolinspektörer utom i fråga om granskning och godkännande av statsbidragsrekvisitioner och ärenden, som stod i samband därmed.

### Fotnoter
1. ↑  Den svenska skolans historia#Folkskolan Hans Högman